# Precalentador de aire
Un precalentador de aire es un dispositivo destinado al aire calor antes de otro proceso (por ejemplo, combustión en una calderas con el objetivo primordial de aumentar la eficiencia térmica del proceso). Pueden utilizarse por sí solos o para reemplazar un sistema de calor recuperativo o para sustituir a una bobina de vapor.

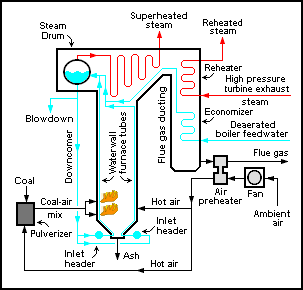
Schematic diagram of typical coal-fired power plant steam generator highlighting the air preheater (APH) location.

En particular, este artículo describe los calentadores aéreos de combustión utilizados en grandes calderas encontradas en centrales de energía térmica que producen energía eléctrica a partir de, por ejemplo, combustibles fósiles, biomasa o desechos. Por ejemplo, habida cuenta de que se ha atribuido al precalentador de aire Ljungström las economías mundiales de combustible estimadas en 4 960 000 000 toneladas de petróleo, «muy pocos inventos han sido tan eficaces para ahorrar combustible como el precalentador de aire Ljungström» tomado como el 44o hito histórico internacional en ingeniería mecánica realizado por la sociedad estadounidense de ingenieros mecánicos. El propósito del precalentador de aire es recuperar el calor del gas de combustión de calderas, lo cual aumenta la eficiencia térmica de la calderas reduciendo el calor útil perdido en el gas de combustión. Como consecuencia, los gases de combustión también se transmiten a la central de gas de combustión (o chimenea) a una temperatura inferior, lo que permite el diseño simplificado del sistema de transmisión y la central de gas de combustión. También permite controlar la temperatura de los gases que salen de la central (por ejemplo, para cumplir las reglas de   emisiones). Está instalado entre el agente y la chimenea.

## Tipos
Hay dos tipos de calentadores de aire para su uso en generadores de vapor en centrales de energía térmica: uno es un tipo cromático construido en el conducto de gas de calderas, y el otro es un precalentador de aire regenerativo. Estos pueden estar así dispuestos para que el gas circule en las corrientes de gas horizontal o verticalmente en todo el eje de rotación.
Otro tipo de precalentador de aire es el regenerador utilizado en la fabricación de hierro o vidrio.

### Tipo tubular

#### Características de construcción
Los precalentadores tubulares consisten en conjuntos de plantas portátiles que pasan por los conductos de la calderas y están abiertos a cada fin fuera de los conductos. En el Interior de los conductos, los gases calientes pasan alrededor de los dispositivos del precalentador, lo que transfiere calor desde el gas empobrecido hasta el aire dentro del precalentador. El aire del ambiente se ve forzado por un ventilador a través de un conducto a un final de los dispositivos del precalentador y, en otro extremo, el aire calentado desde dentro del interior de los equipos surge en otro conjunto de conductos, lo cual lo lleva a los hornos de las calderas para la combustión.

#### Problemas
Para los conductos del precalentador tubular es necesario contar con más espacio y apoyo estructural que un diseño de precalentador rotativo. Además, debido a los gases de combustión abrasivo de polvo, los tubos situados fuera de los ductos pasan más rápidamente por el lado al que se enfrenta el gas actual. Se han logrado muchos avances para eliminar este problema, como el uso del acero cerco y amante.
Muchos de los nuevos generadores de vapor de lecho fluidizado circulante (CFB) y de lecho fluidizado burbujeante (BFB) incorporan actualmente calentadores de aire tubulares que ofrecen una ventaja con respecto a las piezas móviles de un tipo rotativo.

###### Corrosión del punto de rocío
La corrosión del punto de rocío ocurre por diversas razones. El tipo de combustible utilizado, su contenido y contenido de humedad son factores que contribuyen a ello. Sin embargo, por mucho el factor más importante en la corrosión del punto de rocío es la temperatura metálica de los tubos. Si la temperatura metálica dentro de tubos disminuye por debajo de la temperatura de carga ácida, por lo general entre 190 °F (88 °C) y 230 °F (110 °C), pero a veces a temperaturas superiores a 260 °F (127 °C), el riesgo de causar daños materiales se vuelve considerable.

### Precalentadores de aire regenerativos
Hay dos tipos de precalentadores de aire regenerativos: los precalentadores de aire regenerativo de placa giratoria (RAPH) y los precalentadores de aire regenerativos de placa fija (Rothemuhle).

#### Precalentador de aire regenerativo de placa giratoria

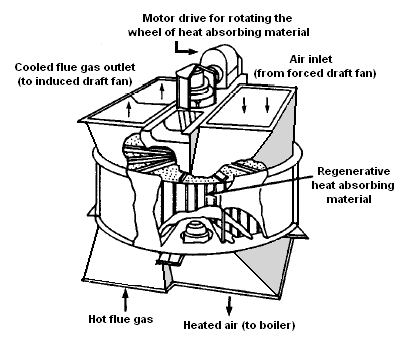
Typical Rotating-plate Regenerative Air Preheater (Bi-sector type)

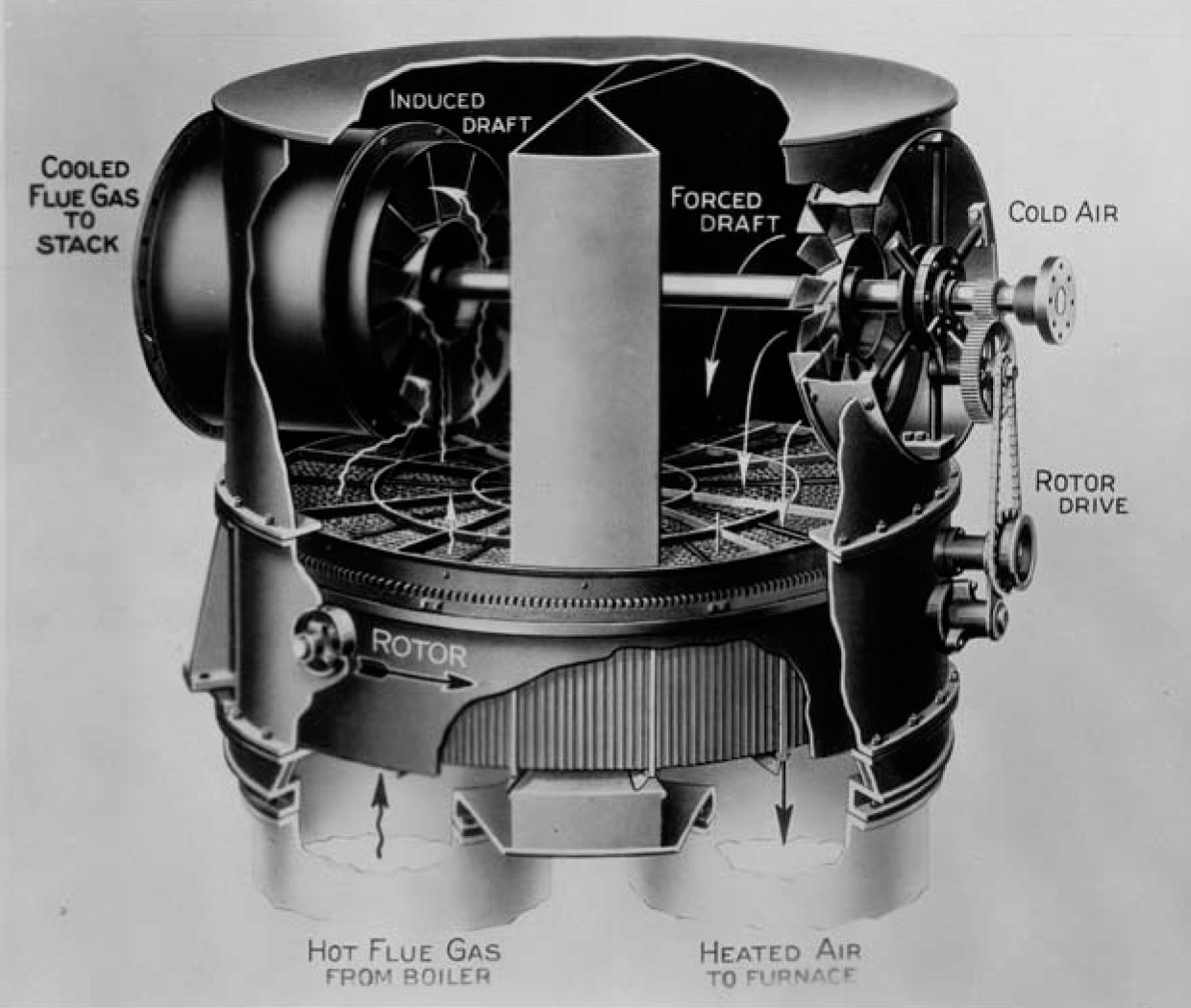
Principle function for Fredrik Ljungström's Ljungström regenerative air preheater.

El diseño de placa giratoria (RAPH) consiste en un elemento de placa giratoria central instalado dentro de una carcasa que se divide en dos (tipo bi-sector), tres (tipo tri-sector) o cuatro (tipo cuatri-sector) sectores que contienen sellos alrededor del elemento. Los sellos permiten que el elemento rote a través de todos los sectores, pero mantiene al mínimo las fugas de gas entre sectores, al tiempo que proporciona caminos separados de gas y gas de combustión a través de cada sector.
Los tipos tri-sectores son los más comunes en las instalaciones modernas de generación de energía. En el diseño de tres sectores, el sector más importante (por lo general alrededor de la mitad de la sección intersectorial de la casilla) está vinculado a la central de gas calentado. El gas de escape caliente fluye sobre el elemento central, transfiriendo parte de su calor al elemento, y luego se canaliza para su posterior tratamiento en colectores de polvo y otros equipos antes de ser expulsado por la chimenea de gases de combustión. El segundo sector, más pequeño, es alimentado con aire ambiente por un ventilador, que pasa por encima del elemento calentado al girar en el sector, y se calienta antes de ser llevado al horno de la caldera para su combustión. El tercer sector es el más pequeño, y calienta el aire, el cual es enrutado en los pulverizadores y utiliza el aire para transportar la mezcla carbón-aire a las calderas de carbón. Así, el aire total calentado en el RAPH proporciona: aire de calentamiento para eliminar la humedad del polvo de carbón pulverizado, aire portador para transportar el carbón pulverizado a los quemadores de la caldera y el aire primario para la combustión.
El propio rotor es el medio de transferencia de calor en este sistema, y suele estar compuesto por algún tipo de estructura de acero y/o cerámica. Es bastante lento (alrededor de 1 a 2 RPM) para permitir una transferencia de calor óptima, primero de los gases de escape calientes al elemento, y luego, mientras gira, del elemento al aire más frío de los otros sectores.

##### Características de construcción
En este diseño, todo el compartimento aéreo se apoya en la propia estructura de apoyo a la calderas, con las estructuras de expansión necesarias en los conductos.
El rotor vertical está apoyado sobre cojinetes de empuje en el extremo inferior y tiene una lubricación por baño de aceite, refrigerado por agua que circula en bobinas dentro del baño de aceite. Esta disposición sirve para refrigerar el extremo inferior del eje, ya que este extremo del rotor vertical se encuentra en el extremo caliente del conducto. El extremo superior del rotor tiene un simple rodamiento de rodillos con el fin de mantener el eje en una posición vertical.
El rotor está construido sobre el eje vertical con soportes radiales y jaulas para mantener las cestas en posición. También se proporcionan placas de sellado radial y circunferencial para evitar fugas de gases o aire entre los sectores o entre el conducto y la carcasa mientras está en rotación.
Para la limpieza en línea de los depósitos de las cestas se proporcionan chorros de vapor de manera que el polvo y la ceniza soplados se recogen en la tolva de cenizas inferior del precalentador de aire. Esta tolva de polvo está conectada para su vaciado junto con las tolvas de polvo principales de los colectores de polvo.
El rotor gira mediante un motor neumático y un engranaje, y es necesario que se ponga en marcha antes de arrancar la caldera y también que se mantenga en rotación durante algún tiempo después de parar la caldera, para evitar que la expansión y la contracción desiguales provoquen deformaciones o grietas en el rotor. Esta estación de aire está por lo general, totalmente seco (el aire seco es necesario para el instrumento), por lo que el aire utilizado para conducir al rotor se inyecta con aceite para lubricar el motor de aire.
Se proporcionan ventanas de inspección con protección de seguridad para ver el funcionamiento interno del precalentador en todas las condiciones de funcionamiento.
Las cestas se encuentran en el sector que se proporciona en el rotor y son renovables. La vida útil de las cestas depende de la abrasividad de las cenizas y de la corrosividad de los gases de salida de la caldera.

##### Problemas
Los gases de combustión de la caldera contienen muchas partículas de polvo (debido al alto contenido de cenizas) que no contribuyen a la combustión, como la sílice, que provocan un desgaste abrasivo de las cestas, y también pueden contener gases corrosivos en función de la composición del combustible. Por ejemplo, los carbones indios suelen dar lugar a altos niveles de ceniza y sílice en los gases de combustión. Por lo tanto, el desgaste de las cestas suele ser mayor que el de otros combustibles de combustión más limpia.
En este RAPH, los gases de la caldera, cargados de polvo y corrosivos, tienen que pasar entre los elementos de las cestas del precalentador de aire. Los elementos están formados por placas onduladas en zig-zag prensadas en una cesta de acero que deja suficiente espacio anular entre ellas para que pase el gas. Estas placas están onduladas para dar más superficie a la absorción del calor y también para darle la rigidez necesaria para apilarlas en las cestas. Por lo tanto, es necesario sustituir frecuentemente y siempre mantener nuevas cestas listas. En los primeros días, se estaba utilizando acero Corten para los elementos. Hoy, debido al progreso tecnológico, muchos fabricantes pueden utilizar sus propias patentes.
Algunos fabricantes suministran materiales diferentes para utilizar los elementos a fin de prolongar la vida útil de las cestas.
En algunos casos, los depósitos no quemados pueden producirse en los elementos del precalentador de aire y provocar un incendio durante el funcionamiento normal de la caldera, dando lugar a explosiones en el interior del precalentador de aire. A veces pueden detectarse explosiones leves en la rota de control debido a las variaciones en las temperaturas de entrada y salida del aire de combustión.

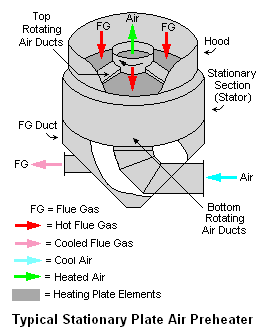
Schematic of typical stationary-plate regenerative air preheater

#### Precalentador de aire regenerativo de placa fija
En este tipo de precalentador de aire regenerativo, los elementos de la placa calefactora también están instalados en una carcasa, pero los elementos de la placa calefactora son fijos y no giratorios. En su lugar, los conductos de aire del precalentador se giran para exponer alternativamente secciones de los elementos de la placa calefactora al aire frío ascendente. Como se indica en el dibujo adyacente, hay conductos de aire de entrada giratorios en la parte inferior de las placas estacionarias similares a los conductos de aire de salida giratorios en la parte superior de las placas estacionarias. Los precalentadores de aire regenerativos de placa fija son también conocidos como precalentadores Rothemuhle, fabricados desde hace más de 25 años por Balke-Dürr GmbH de Ratingen, Alemania.

### Regenerador
Un regenerador consiste en un damero de ladrillos: ladrillos colocados con espacios equivalentes a la anchura de un ladrillo entre ellos, para que el aire pueda fluir con relativa facilidad a través del damero. La idea es que, a medida que los gases de agotamiento calentado fluyen a través del sistema de control, dan calor a los ladrillos. A continuación, el flujo de aire se invierte, de modo que los ladrillos calientes calientan el aire de combustión entrante y el combustible. En el caso de un horno de fusión de vidrio, un regenerador se sitúa a ambos lados del horno, a menudo formando un conjunto integral. En un alto horno, los regeneradores (comúnmente llamados estufas Cowper) se encuentran separados del horno. Es necesario contar con no menos de dos cocinas, pero puede tener tres. Una de las estufas está "a gas", recibiendo los gases calientes de la parte superior del horno y calentando la chapa interior, mientras que la otra está "a chorro", recibiendo el aire frío de los sopladores, calentándolo y pasándolo al alto horno.